# Steven Cuesta
Pour les articles homonymes, voir Cuesta.
Cuesta  Zamaro est un nom espagnol. Le premier nom de famille, en général paternel, est Cuesta ; le second, en général maternel, souvent omis, est Zamaro.
Steven Manuel Cuesta Zamaro, né le 4 mars 1995 à Bogota, est un coureur cycliste colombien, évoluant sur route et sur piste. 

## Palmarès sur route
- 2018
  - 3e étape de la Vuelta a Cundinamarca
- 2019
  - 5e étape de la Clásica de Girardot
  - 2e étape de la Green Mountain Stage Race

## Palmarès sur piste

### Championnats de Colombie
- Cali 2015
  -  Médaillé d'argent de la course à l'américaine (avec Wilson Marentes)[1].